# UKS 2323-326
UKS 2323-326 (o UGCA 438 o PCG 71431) è una galassia irregolare situata nella costellazione dello Scultore. La sua esatta distanza non è ancora definita dal momento che, in letteratura, sono riportati valori che oscillano tra 1 e 2,33 Mpc, anche se la maggior parte delle rilevazioni supera i 2 Mpc. Il valore medio risulterebbe così di 2,18 Mpc (circa 7,11 milioni di anni luce).
Non fa parte del Gruppo Locale trovandosi al confine di questo, e neanche del Gruppo dello Scultore. È un membro di un gruppo di galassie denominato TSK2008 234 insieme a NGC 55, NGC 300, IC 5152 ed altre.
UKS 2323-326 è ricca di filamenti in maggior parte costituiti da giovani e calde stelle blu.